# フェルナンド・クルーズ (野球)
フェルナンド・E・クルーズ（Fernando E. Cruz, 1990年3月28日 - ）は、プエルトリコのバヤモン出身のプロ野球選手（投手）。右投両打。MLBのニューヨーク・ヤンキース所属。
シンシナティ・レッズなどで活躍した元プロ野球選手（内野手）のルイス・キニョーネスは義父にあたる。

## 経歴

### プロ入りとロイヤルズ傘下時代
2007年のMLBドラフト6巡目（全体186位）でカンザスシティ・ロイヤルズから指名され、内野手としてプロ入り。契約後、傘下のルーキー級アリゾナリーグ・ロイヤルズでプロデビュー。48試合に出場して打率.210、1本塁打、15打点を記録した。
2008年はアパラチアンリーグのルーキー級バーリントン・ロイヤルズでプレーし、53試合に出場して打率.237、14打点、3盗塁を記録した。
2009年もルーキー級バーリントンでプレーし、51試合に出場して打率.277、3本塁打、21打点、2盗塁を記録した。
2010年はA級バーリントン・ビーズでプレーし、106試合に出場して打率.221、23打点、2盗塁を記録した。
2011年、この年より投手に転向した。打者としてはA級ケーンカウンティ・クーガーズでプレーし、 13試合に出場して打率.227を記録した。投手としてはルーキー級アリゾナリーグ・ロイヤルズでプレーし、17試合に登板して2勝3敗1セーブ、防御率7.99、17奪三振を記録した。
2012年はパイオニアリーグのルーキー級アイダホフォールズ・チュカーズでプレーし、20試合に登板して4勝3敗3セーブ、防御率6.88、38奪三振を記録した。レギュラーシーズン終了後の10月3日に自由契約となった。

### カブス傘下時代
2013年から2年間はシーズン中どの球団にも所属せず、オフの期間中に故郷プエルトリコのウィンターリーグであるリーガ・デ・ベイスボル・プロフェシオナル・ロベルト・クレメンテでプレーするぐらいだった。
2014年12月19日にシカゴ・カブスとマイナー契約を結んだ。2015年は傘下のA+級マートルビーチ・ペリカンズ、AA級テネシー・スモーキーズ、AAA級アイオワ・カブスでプレーし、 3チーム合計で32試合（先発5試合）に登板して3勝4敗3セーブ、防御率5.64、58奪三振を記録した。
2016年3月29日に自由契約となった。

### 独立リーグ時代
2016年4月17日に独立リーグであるカナディアン・アメリカン・リーグのニュージャージー・ジャッカルズと契約した。この年は48試合（先発3試合）に登板して2勝4敗18セーブ、防御率2.95、49奪三振を記録した。
同球団には2018年まで所属した。

### メキシカンリーグ時代
2018年8月10日にメキシカンリーグのプエブラ・パロッツと契約した。加入後は9試合（先発2試合）に登板して1勝1敗、防御率7.80、10奪三振を記録した。オフに退団した。
2019年から2年間はシーズン中どの球団にも所属せず、オフの期間中にウィンターリーグでプレーするぐらいだった。
2021年5月20日にメキシカンリーグのグアダラハラ・マリアッチスと契約した。この年は26試合に登板して4勝1敗14セーブ、防御率2.73、37奪三振を記録した。オフに退団した。

### レッズ時代
2021年2月1日にシンシナティ・レッズとマイナー契約を結んだ。開幕は傘下のAAA級ルイビル・バッツで迎え、8月末まで51試合に登板して4勝4敗23セーブ、防御率2.89、66奪三振を記録した。9月1日にメジャー契約を結んでアクティブ・ロースター入りすると、翌2日のコロラド・ロッキーズ戦ではプロ入りから15年、32歳にしてのメジャーデビューを1回を無失点に抑える好投で飾った。この年メジャーでは14試合（先発2試合）に登板して0勝1敗、防御率1.23、21奪三振を記録した。
2023年はシーズン前、第5回WBCのプエルトリコ代表に選出された。シーズンではメジャーに定着し、58試合（先発2試合）に登板して1勝2敗、防御率4.91、98奪三振を記録した。

### ヤンキース時代
2024年12月20日にホセ・トレビーノとのトレードで、アレックス・ジャクソンと共にニューヨーク・ヤンキースへ移籍した。

## 詳細情報

### 年度別投手成績
| 年 度    | 球 団    | 登 板 | 先 発 | 完 投 | 完 封 | 無 四 球 | 勝 利 | 敗 戦 | セ 丨 ブ | ホ 丨 ル ド | 勝 率 | 打 者 | 投 球 回 | 被 安 打 | 被 本 塁 打 | 与 四 球 | 敬 遠 | 与 死 球 | 奪 三 振 | 暴 投 | ボ 丨 ク | 失 点 | 自 責 点 | 防 御 率 | W H I P |
| -------- | -------- | ----- | ----- | ----- | ----- | -------- | ----- | ----- | -------- | ----------- | ----- | ----- | -------- | -------- | ----------- | -------- | ----- | -------- | -------- | ----- | -------- | ----- | -------- | -------- | ------- |
| 2022     | CIN      | 14    | 2     | 0     | 0     | 0        | 0     | 1     | 0        | 1           | .000  | 64    | 14.2     | 9        | 1           | 3        | 0     | 1        | 21       | 1     | 0        | 3     | 2        | 1.23     | 1.22    |
| 2023     | CIN      | 58    | 2     | 0     | 0     | 0        | 1     | 2     | 0        | 7           | .333  | 279   | 66.0     | 52       | 6           | 28       | 0     | 2        | 98       | 5     | 0        | 39    | 36       | 4.91     | 1.21    |
| 2024     | CIN      | 69    | 3     | 0     | 0     | 0        | 3     | 8     | 0        | 23          | .273  | 288   | 66.2     | 54       | 9           | 35       | 2     | 1        | 109      | 8     | 0        | 36    | 36       | 4.86     | 1.34    |
| MLB：3年 | MLB：3年 | 141   | 7     | 0     | 0     | 0        | 4     | 11    | 0        | 31          | .267  | 631   | 147.1    | 115      | 16          | 72       | 2     | 4        | 228      | 14    | 0        | 78    | 74       | 4.52     | 1.27    |

- 2024年度シーズン終了時

### WBCでの投手成績
| 年 度 | 代 表        | 登 板 | 先 発 | 勝 利 | 敗 戦 | セ ｜ ブ | 打 者 | 投 球 回 | 被 安 打 | 被 本 塁 打 | 与 四 球 | 敬 遠 | 与 死 球 | 奪 三 振 | 暴 投 | ボ ｜ ク | 失 点 | 自 責 点 | 防 御 率 |
| ----- | ------------ | ----- | ----- | ----- | ----- | -------- | ----- | -------- | -------- | ----------- | -------- | ----- | -------- | -------- | ----- | -------- | ----- | -------- | -------- |
| 2023  | プエルトリコ | 3     | 1     | 0     | 0     | 0        | 17    | 3.2      | 4        | 1           | 2        | 0     | 0        | 5        | 0     | 0        | 1     | 1        | 2.45     |

### 年度別守備成績
| 年 度 | 球 団 | 投手（P） | 投手（P） | 投手（P） | 投手（P） | 投手（P） | 投手（P） |
| 年 度 | 球 団 | 試 合     | 刺 殺     | 補 殺     | 失 策     | 併 殺     | 守 備 率  |
| ----- | ----- | --------- | --------- | --------- | --------- | --------- | --------- |
| 2022  | CIN   | 14        | 0         | 1         | 0         | 0         | 1.000     |
| 2023  | CIN   | 58        | 6         | 3         | 1         | 0         | .900      |
| 2024  | CIN   | 69        | 2         | 7         | 0         | 0         | 1.000     |
| MLB   | MLB   | 141       | 8         | 11        | 1         | 0         | .950      |

- 2024年度シーズン終了時

### 背番号
- 63（2022年 - ）

### 代表歴
- 2023 ワールド・ベースボール・クラシック・プエルトリコ代表